# Campionato mondiale di Formula 1 2006

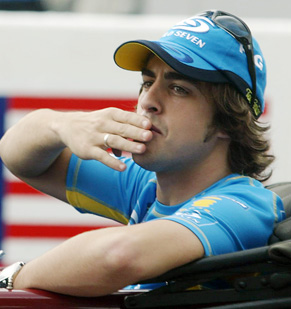
Fernando Alonso, a soli 25 anni, diventa il più giovane campione del mondo ad aver conquistato il titolo mondiale per due volte consecutive.

Il campionato mondiale di Formula 1 2006 è la 57ª edizione del Campionato mondiale di Formula 1, manifestazione organizzata dalla FIA come maggior competizione internazionale di automobilismo con vetture a ruote scoperte. Squadre e piloti si contenderanno, in una competizione di diciotto Gran Premi, il titolo di campione costruttori e di campione piloti. Iniziata il 12 marzo, è terminata il 22 ottobre.
In entrambi i titoli si confermano campioni del mondo per il secondo anno consecutivo Fernando Alonso e la Renault.

## La pre-stagione

### Il calendario
Il calendario prevedeva inizialmente le stesse gare disputate nel 2005 ma in seguito gli organizzatori del Gran Premio del Belgio, originariamente da disputarsi il 17 settembre, comunicarono l'impossibilità di svolgere l'evento: l'8 febbraio la FIA annunciò pertanto che la Royal Automobile Club Belgique (RACB) era stata costretta a cancellare la gara per lavori di rifacimento sul tracciato di Spa-Francorchamps. Il sindaco di Rio de Janeiro aveva dapprima offerto il suo circuito cittadino come possibile sostituzione, ma la FIA rispose che il Gran Premio del Belgio non poteva essere rimpiazzato. La gara continuò comunque a ricevere un grande supporto da parte dei piloti e del presidente della FIA Max Mosley, tanto che il Gran Premio fece il suo rientro in calendario nel 2007.
| Gara | Nome ufficiale del Gran Premio       | Circuito                         | Sede        | Data         | Ora    | Ora   | Diretta TV |
| Gara | Nome ufficiale del Gran Premio       | Circuito                         | Sede        | Data         | Locale | ITA   | Diretta TV |
| ---- | ------------------------------------ | -------------------------------- | ----------- | ------------ | ------ | ----- | ---------- |
| 1    | Gulf Air Bahrain Grand Prix          | Bahrain International Circuit    | Manama      | 12 marzo     | 14:30  | 13:30 | Rai 1      |
| 2    | Petronas Malaysian Grand Prix        | Sepang International Circuit     | Sepang      | 19 marzo     | 15:00  | 08:00 | Rai 1      |
| 3    | Foster's Australian Grand Prix       | Albert Park Circuit              | Melbourne   | 2 aprile     | 14:00  | 06:00 | Rai 1      |
| 4    | Gran Premio Foster's di San Marino   | Autodromo Enzo e Dino Ferrari    | Imola       | 23 aprile    | 14:00  | 14:00 | Rai 1      |
| 5    | Grand Prix of Europe                 | Nürburgring                      | Nürburg     | 7 maggio     | 14:00  | 14:00 | Rai 1      |
| 6    | Gran Premio de España Telefónica     | Circuito di Barcellona-Catalogna | Montmeló    | 14 maggio    | 14:00  | 14:00 | Rai 1      |
| 7    | Grand Prix de Monaco                 | Circuito di Monte Carlo          | Monaco      | 28 maggio    | 14:00  | 14:00 | Rai 1      |
| 8    | Foster's British Grand Prix          | Silverstone Circuit              | Silverstone | 11 giugno    | 13:00  | 14:00 | Rai 1      |
| 9    | Grand Prix du Canada                 | Circuit Gilles Villeneuve        | Montréal    | 25 giugno    | 13:30  | 18:30 | Rai 1      |
| 10   | United States Grand Prix             | Indianapolis Motor Speedway      | Speedway    | 2 luglio     | 13:00  | 19:00 | Rai 1      |
| 11   | Grand Prix de France                 | Circuit de Nevers Magny-Cours    | Magny-Cours | 16 luglio    | 14:00  | 14:00 | Rai 1      |
| 12   | Großer Mobil 1 Preis von Deutschland | Hockenheimring                   | Hockenheim  | 30 luglio    | 14:00  | 14:00 | Rai 1      |
| 13   | Magyar Nagydíj                       | Hungaroring                      | Mogyoród    | 6 agosto     | 14:00  | 14:00 | Rai 1      |
| 14   | Petrol Ofisi Turkish Grand Prix      | Istanbul Park                    | Tuzla       | 27 agosto    | 15:00  | 14:00 | Rai 1      |
| 15   | Gran Premio Vodafone d'Italia        | Autodromo nazionale di Monza     | Monza       | 10 settembre | 14:00  | 14:00 | Rai 1      |
| 16   | Sinopec Chinese Grand Prix           | Shanghai International Circuit   | Shanghai    | 1º ottobre   | 15:00  | 09:00 | Rai 1      |
| 17   | Fuji Television Japanese Grand Prix  | Circuito di Suzuka               | Suzuka      | 8 ottobre    | 13:30  | 06:30 | Rai 1      |
| 18   | Grande Prêmio do Brasil              | Autódromo José Carlos Pace       | San Paolo   | 22 ottobre   | 15:00  | 18:00 | Rai 1      |

### La presentazione delle vetture
| Costruttore                         | Telaio       | Data lancio | Luogo lancio                         |
| ----------------------------------- | ------------ | ----------- | ------------------------------------ |
| Mild Seven Renault F1 Team          | R26          | 31 gennaio  | Monte Carlo                          |
| Team McLaren Mercedes               | MP4-21       | 23 gennaio  | McLaren Technology Centre            |
| Scuderia Ferrari Marlboro           | 248 F1       | 24 gennaio  | Autodromo internazionale del Mugello |
| Panasonic Toyota Racing             | TF106 TF106B | 14 gennaio  | Onnaing                              |
| Williams F1 Team                    | FW28         | 27 gennaio  | Grove                                |
| Lucky Strike Honda Racing F1 Team   | RA106        | 25 gennaio  | Circuito di Catalogna                |
| Red Bull Racing                     | RB2          | -           | -                                    |
| BMW Sauber F1 Team                  | F1.06        | 16 gennaio  | Circuito di Valencia                 |
| Midland F1 Racing Spyker MF1 Racing | M16          | 3 febbraio  | Circuito di Silverstone              |
| Scuderia Toro Rosso                 | STR1         | -           | -                                    |
| Super Aguri F1 Team                 | SA05 SA06    | -           | -                                    |

### I test
Il test pre-campionato era originariamente previsto per svolgersi sul Circuito di Catalogna a Barcellona, in Spagna, dal 24 al 26 febbraio, ma in seguito alla riprogrammazione del Gran Premio d'Australia per evitare uno scontro con i Giochi del Commonwealth del 2006 a Port Phillip, è stato si è invece svolto sul Circuito Internazionale del Bahrain a Sakhir dal 3 al 5 marzo, poco prima della prima gara della stagione nella stessa sede.

### Accordi e fornitori

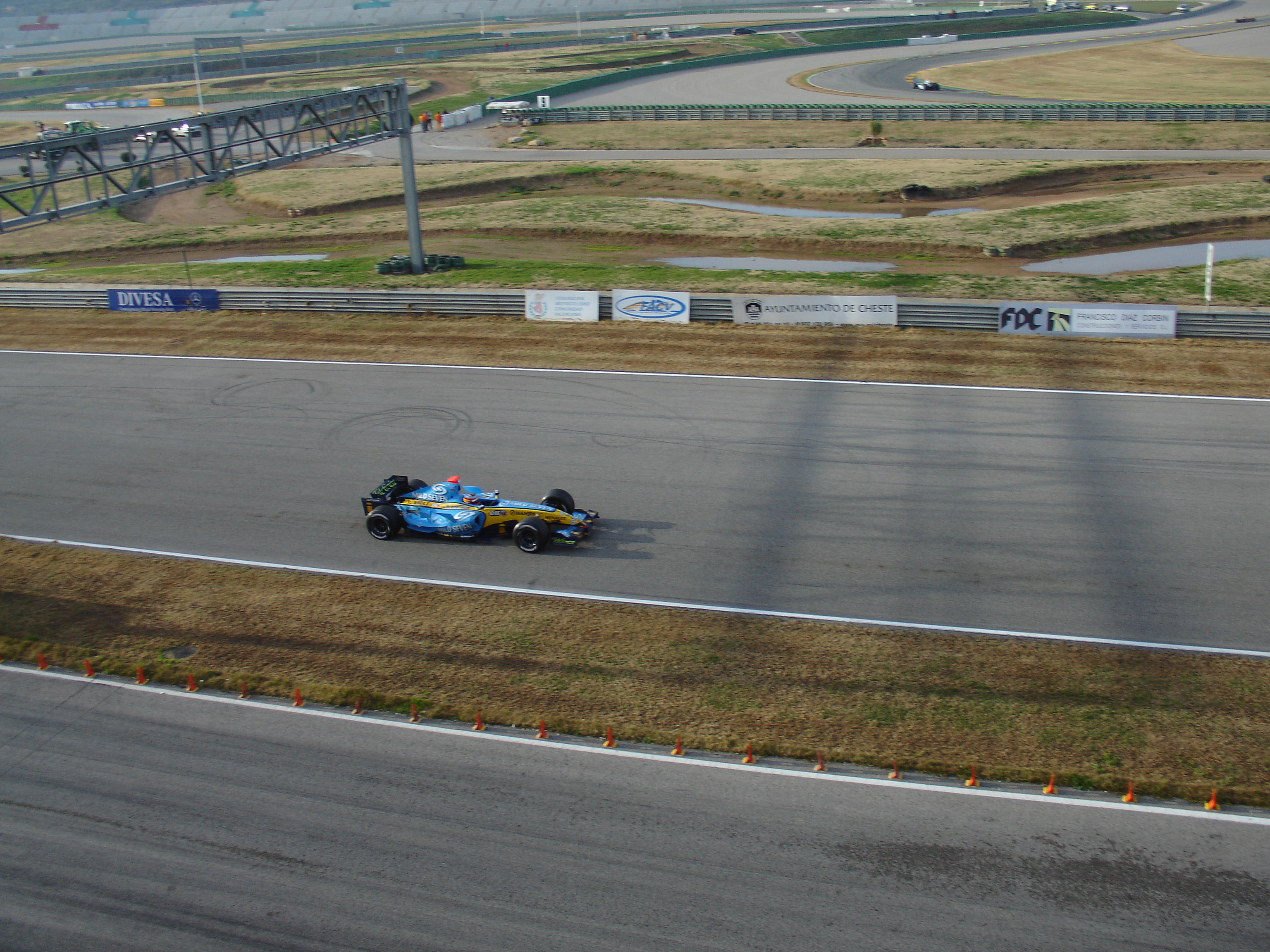
Fernando Alonso alla guida della Renault R26 in una sessione di test tenuta nel mese di febbraio sul circuito di Valencia.

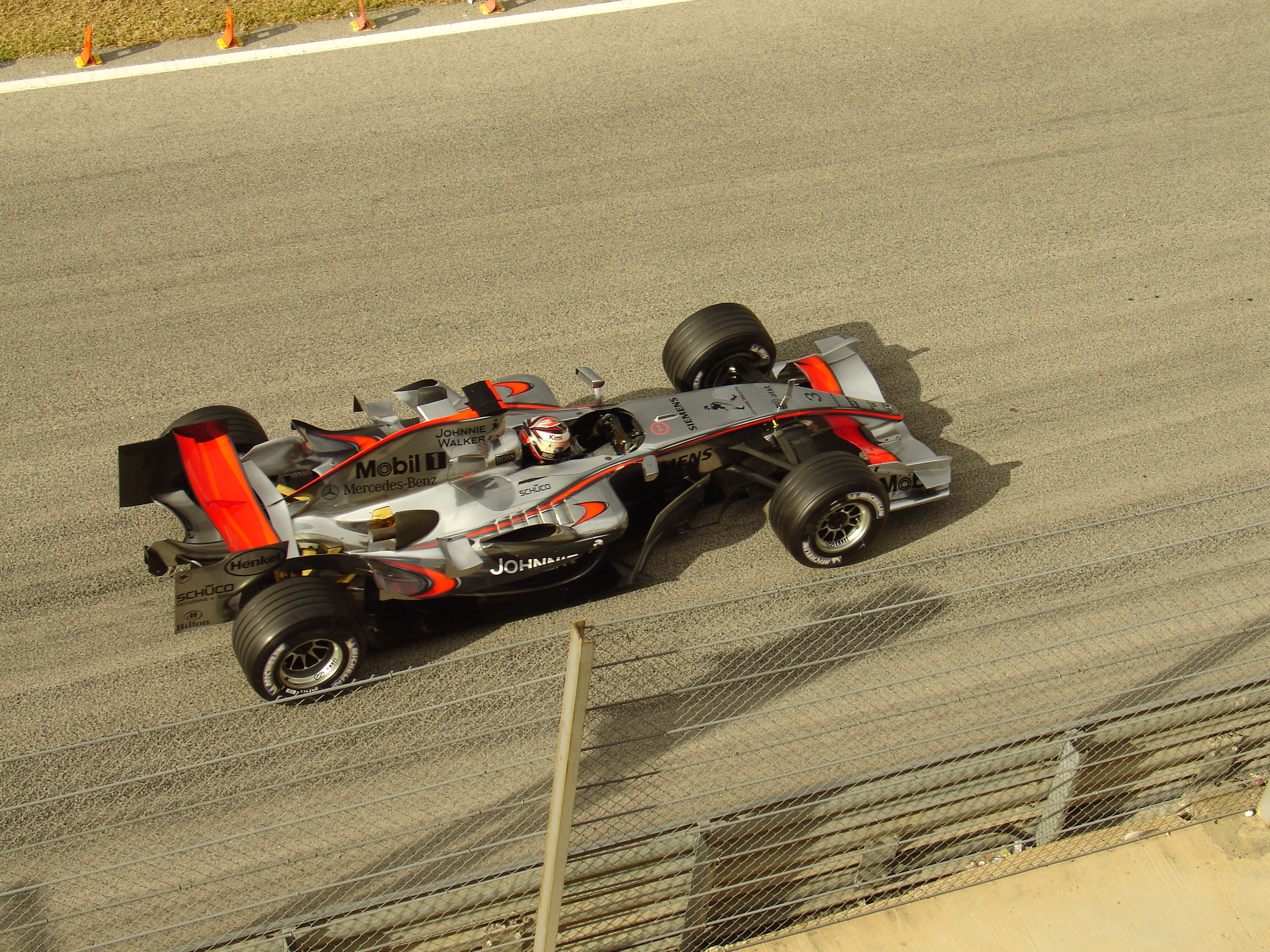
Kimi Räikkönen al volante della McLaren MP4-21 in una sessione di test a Valencia.

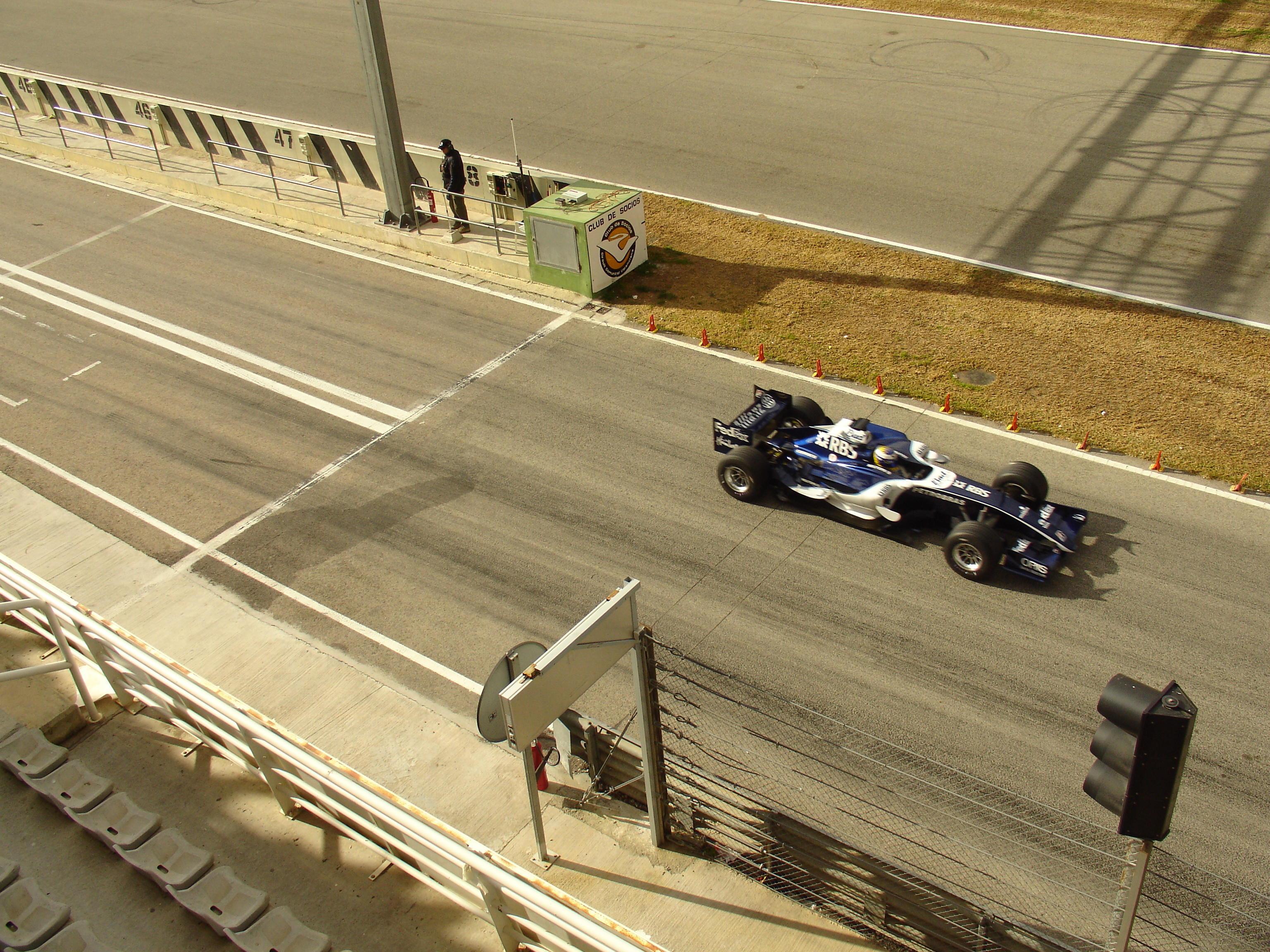
Nico Rosberg al volante della Williams FW28 sul circuito Valencia nel febbraio 2006.

Quella del 2006 è l'ultima stagione con due fornitori diversi, la giapponese Bridgestone e la francese Michelin, per gli pneumatici. Nel dicembre 2005 la FIA annunciò, a partire dalla stagione 2007, l'entrata in scena del fornitore unico degli pneumatici. Cinque giorni dopo, la Michelin annunciò l'abbandono della Formula 1 alla fine della stagione 2006, poiché non voleva essere l'unica fornitrice. Al termine del 2005 quattro scuderie, la Minardi, la Sauber, la BAR e la Jordan, chiudono i battenti: la prima venne acquisita dalla Red Bull Racing diventando una succursale della scuderia anglo-austriaca, nella quale potrà crescere i suoi giovani talenti. Nonostante la mobilitazione dei tifosi, la ex Minardi prese il nome di Scuderia Toro Rosso (Toro Rosso è la traduzione letterale in italiano di Red Bull); la Sauber venne acquisita dalla BMW, che chiuse così la sua collaborazione con la Williams che proseguiva dal 2000.
La BMW, che aveva acquistato l'80% delle azioni lasciando a Peter Sauber il 20%, optò per mantenere almeno il nome della Sauber rinominando la squadra BMW Sauber. Le azioni della BAR furono acquistate dalla Honda, di cui era già fornitrice dei motori, cambiando il proprio nome all'inizio della stagione in Honda Racing F1 Team; la Jordan, infine, cambiò ufficialmente il proprio nome in Midland F1 dopo essere stata acquisita dal gruppo Midland al termine del 2004. Il 2006 vide anche l'ingresso di una nuova scuderia giapponese, la Super Aguri F1, fondata dall'ex pilota Aguri Suzuki: la Super Aguri notificò la sua intenzione di iscriversi alla FIA solo il 1º novembre 2005, pochi giorni prima del termine ultimo fissato dal regolamento dall'organismo sportivo per il 15 novembre, ma inizialmente gli altri iscritti si trovarono concordi nel non approvare l'entrata della nuova squadra. Successivamente la Super Aguri ricevette il consenso, da parte delle altre squadre, per gareggiare pagando i 48 milioni di dollari richiesti. La partecipazione della squadra venne confermata dalla FIA il 26 gennaio 2006.
Tra il 2005 e il 2006 la società proprietà della Formula 1 ebbe significativi cambiamenti: nel novembre 2005 la SLEC Holdings, detentrice della Formula One Group, venne venduta da Ecclestone ad un gruppo d'affari con la mediazione della Speed Investments, composto tra gli altri da Bayerische Landesbank, JP Morgan Chase e Lehman Brothers. Il 25 novembre la CVC Capital Partners annunciò l'acquisizione delle azioni detenute da Ecclestone (il 25% della SLEC) portando al 48% il possesso delle azioni della Bayerische Landesbank, prese tramite la Speed Investments. Il 30 marzo, la CVC acquista le rimanenti azioni e più avanti la Commissione Europea di Controllo annuncia la sua approvazione per questa operazione finanziaria, a condizione ulteriore che la CVC prenda il controllo della spagnola Dorna Sports, promotrice della MotoGP. Già due giorni prima, il 28 marzo, la CVC annuncia con un comunicato stampa il completamento della transazione, diventando di fatto il gestore dei diritti finanziari e commerciali della Formula 1.. Ecclestone reinvestirà il capitale rimasto dentro una sua nuova compagnia, la Alpha Prema.
Di fatto passerà come socio di minoranza, ma continuerà ancora ad occuparsi dell'aspetto organizzativo della massima serie, oltre naturalmente a rimanere il proprietario della Formula One Management, il gestore e diffusore dei diritti televisivi. Un'altra vittoria di Ecclestone riguarda la controversia con l'associazione di squadre interne alla stessa F1, la Grand Prix Manufacturers Association e la sua minaccia, avvenuta nei primi mesi del 2005, di creare un campionato alternativo alla serie (la Grand Prix World Championship). Il 27 marzo 2006 le cinque squadre accettano le modifiche per la stagione 2008, riducendo fortemente le pretese per la disputa del nuovo campionato di “opposizione”. Il 14 maggio, i membri della GPMA confermano la sottoscrizione di un Memorandum of Understanding, il primo passo per la firma del nuovo Patto della Concordia scadente alla fine del 2007. Cinque giorni dopo, la Alpha Prema di Bernie Ecclestone e la CVC Capital Partners siglano il Memorandum con la Grand Prix Manufacturers Association dove si stabilisce che i cinque team ribelli continueranno a partecipare in Formula 1 almeno fino al termine della stagione 2012.

## Scuderie e piloti

### Scuderie

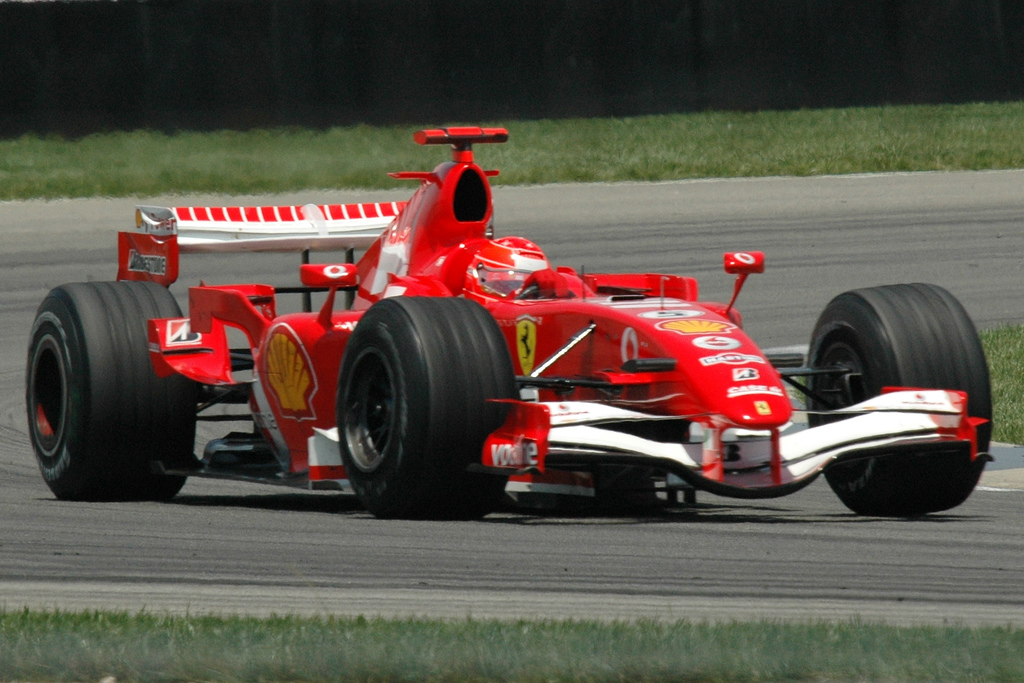
Michael Schumacher sulla Ferrari 248 F1: il tedesco contenderà il titolo a Fernando Alonso fino all'ultima gara.

La BMW, dopo aver terminato la sua collaborazione con la Williams, acquista la Sauber e corre, da quest'anno, con il nome di BMW Sauber F1 Team. La Honda rileva integralmente le strutture della BAR correndo con il nome di Honda Racing F1 Team. La Toyota, in pista con la Toyota TF106 nelle prime sei gare della stagione, introduce la nuova TF106B. La Red Bull acquista la Minardi creando una scuderia satellite con il nome di Scuderia Toro Rosso. La Jordan assume ufficialmente la denominazione di Midland F1 Racing confermando la collaborazione con Toyota. Similmente alla Red Bull, anche la Honda, per mezzo della Super Aguri, usufruisce di uno junior team nel quale corre Sato. La Williams passa alla motorizzazione della Cosworth. La McLaren, che proseguiva nella sua lunga collaborazione con Mercedes, stipulò, a partire dal Gran Premio d'Ungheria, un contratto di sponsorizzazione con la Intel per rimpiazzare l'uscente West. In seguito si accordò con la Vodafone, che sarebbe diventata lo sponsor principale a partire dal 2007. A causa del mancato accordo tra la McLaren e la Intel, quest'ultima si accordò come partner tecnologico della BMW Sauber. Il proprietario della Midland, Alex Shnaider, poco prima del Gran Premio d'Italia, annunciò la vendita della scuderia, per una cifra vicina ai 20 milioni di sterline (compresa l'iscrizione, la cifra lievita attorno ai 68 milioni di sterline) ad un consorzio olandese, denominato Spyker Cars, guidato da Michiel Mol.
La scuderia mantenne l'accordo per la motorizzazione Toyota e venne denominata Spyker MF1 Racing, gareggiando negli ultimi tre Gran Premi della stagione con una nuova livrea, arancione e argento, che rimpiazza la colorazione rossa, bianca e argento della Midland. La Williams ha introdotto numerosi cambiamenti particolarmente significativi per via del nuovo V8 dopo l'abbandono della BMW, la Red Bull Racing utilizza ora i motori forniti dalla Ferrari che rimpiazzano quelli della Cosworth. La Williams e la Toyota cambiano il fornitore degli pneumatici e passano alla Bridgestone, assecondando i desideri della Michelin di ridurre il numero delle forniture durante la sua ultima stagione. La Scuderia Toro Rosso, che quando era ancora nominata Minardi utilizzava le coperture della Bridgestone, passa alla Michelin in linea con i dettami della squadra principale. La Super Aguri F1 invece riceve un grandissimo supporto tecnologico e motoristico dalla Honda, che sponsorizza anche il pilota principale, Takuma Satō; corre le prime gare con una versione aggiornata della Arrows A23 risalente al 2002, la SA05. In Germania presenta la sua nuova vettura, la SA06, che presenta una porzione del vecchio progetto sulla A23.

### Piloti

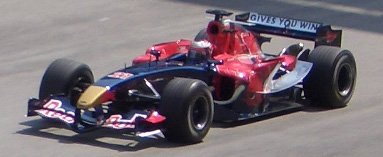
Scott Speed guida la Toro Rosso STR1 nelle prove libere del Gran Premio della Malesia.

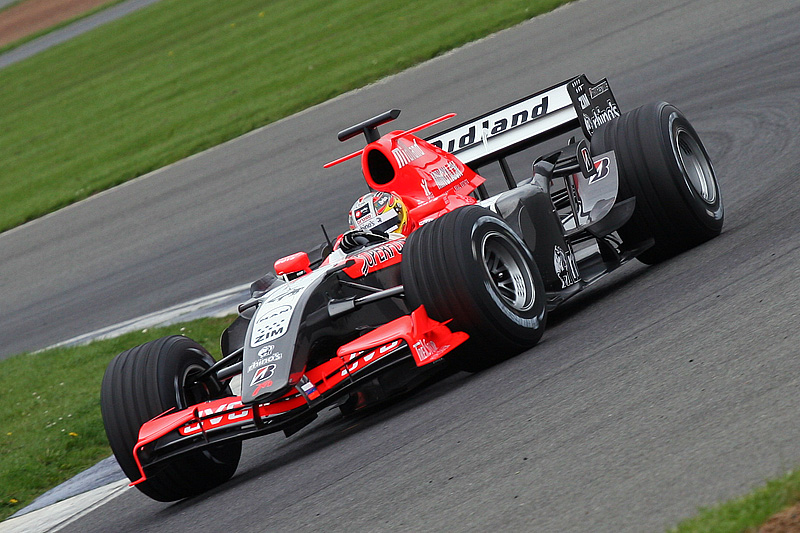
Tiago Monteiro al volante della Midland M16 in una sessione di test: la scuderia battente bandiera russa sarà venduta ad un consorzio olandese durante la stagione.

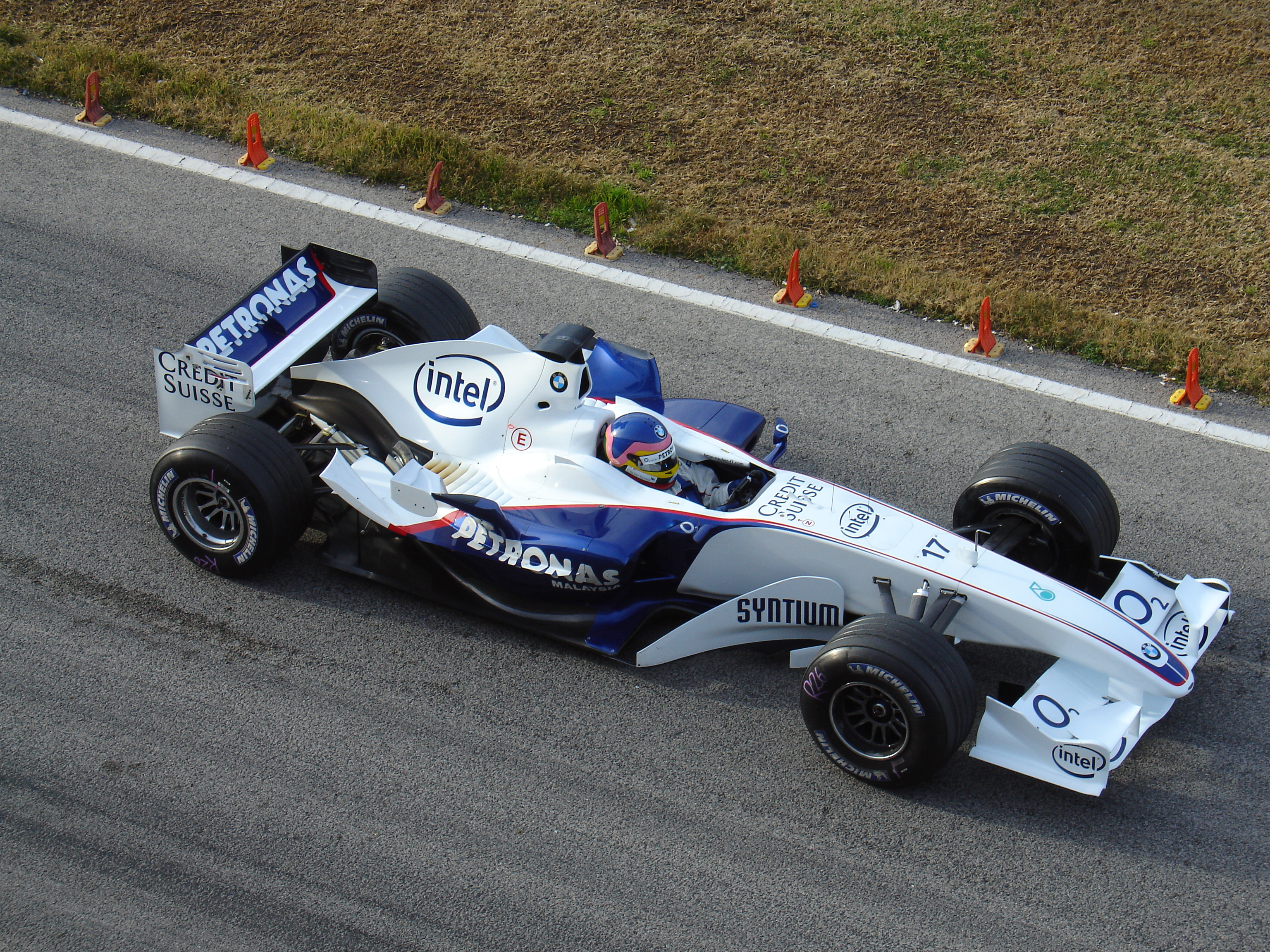
Jacques Villeneuve guida la BMW Sauber F1.06 durante i test. Per il campione del mondo 1997 questo sarà l'ultimo anno in F1, chiudendo anzitempo e malinconicamente la stagione.

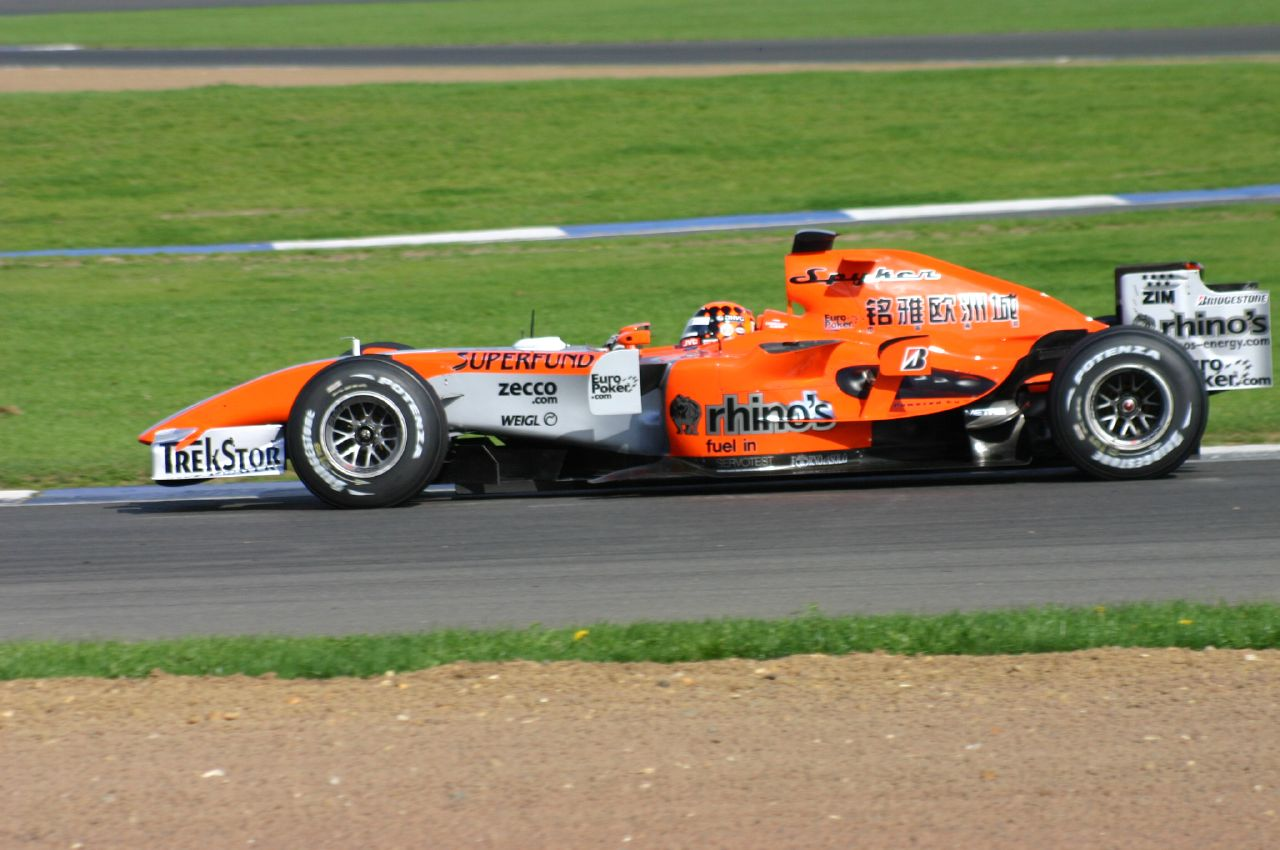
Il 19 settembre 2006 avviene la prima uscita pubblica della M16 guidata da Christijan Albers a Silverstone con la nuova livrea arancione della vettura, il colore nazionale dei Paesi Bassi.

Nelson Piquet Jr. ha svolto alcuni test per la BAR in vista di un probabile ruolo come terzo pilota per la nuova squadra satellite della casa giapponese. Questa possibilità in seguito sfuma e il figlio di Nelson Piquet, che ha conteso fino all'ultimo il titolo 2006 della serie GP2 a Lewis Hamilton, alla fine della stagione firma un contratto con la Renault come quarto pilota e collaudatore per il 2007. Prima e durante la stagione 2006, ci furono molte notizie attendibili su un interessamento della Ferrari per ingaggiare come pilota Valentino Rossi per la stagione 2007, ventidue anni dopo l'ultimo corridore motociclista – un altro Campione del Mondo, il venezuelano Johnny Cecotto – che prese parte a una gara di Formula 1, il Gran Premio di Gran Bretagna del 1984. Questa probabilità sembrava vicina a realizzarsi quando si vide il sette volte campione del mondo di motociclismo prendere parte – e anche con buoni risultati – ai test che la Ferrari programmò al Circuito di Valencia e a Fiorano. Più avanti, altre notizie volevano Rossi ingaggiato dalla Red Bull ma il 24 maggio 2006, quattro giorni dopo il Gran Premio di Montecarlo, Rossi dichiarò di rimanere ancora per il futuro a gareggiare nella MotoGP, sostenendo di avere ancora molto da dire in quella categoria.
Un altro pilota motociclista italiano, quattro volte campione del mondo nella classe 250cc, Max Biaggi ha svolto alcuni test sulla vettura Midland sul Circuito di Silverstone il 18 gennaio 2006. Dopo un'unica sessione per la Midland e aver tentato di trovare un posto nel team, Biaggi rimane un anno senza gareggiare. Queste notizie lentamente sfumano al termine del 2006, quando Biaggi firma un contratto per la stagione 2007 con il team Campione del mondiale Superbike, il Team Alstare Suzuki. Felipe Massa venne scelto come pilota della Ferrari dopo Rubens Barrichello, che passa alla Honda; inizialmente la Ferrari propose il posto di secondo pilota a Jarno Trulli, ma questi rifiutò preferendo rispettare il contratto che lo relegava alla Toyota. La Renault conferma Fernando Alonso e Giancarlo Fisichella ma rimpiazza il collaudatore Franck Montagny con il pilota della GP2 Heikki Kovalainen.
La McLaren conferma anch'essa Kimi Räikkönen e Juan Pablo Montoya ma Alexander Wurz lascia la scuderia con il desiderio di trovare una squadra che lo assuma come prima guida, pertanto la squadra promuove Gary Paffett nel ruolo di collaudatore. Pedro de la Rosa rimane come terzo pilota. La Ferrari conferma Michael Schumacher ma rimpiazza quello che per molte stagioni è stato il suo compagno di squadra, Rubens Barrichello con un altro pilota brasiliano, Felipe Massa dalla Sauber. Massa era stato collaudatore alla Ferrari nel 2003. La Williams promuove Nico Rosberg come secondo pilota dietro Mark Webber. Alexander Wurz viene ingaggiato come terzo pilota. L'indiano Narain Karthikeyan viene retrocesso al ruolo di secondo collaudatore. La Honda acquista Rubens Barrichello dalla Ferrari per rimpiazzare Takuma Satō. La Red Bull Racing decide di promuovere David Coulthard e Christian Klien come piloti a tempo pieno. Liuzzi scenderà provvisoriamente al ruolo di secondo pilota prima di passare al nuovo team satellite della Red Bull, la Toro Rosso. Con Robert Doornbos diventa il collaudatore della squadra. La nuova Sauber acquistata dalla BMW si avvale del pilota tedesco Nick Heidfeld dal suo vecchio partner, la Williams. Conferma Jacques Villeneuve e acquista il polacco Robert Kubica come terzo pilota. La Midland trattiene Tiago Monteiro e acquista il vecchio pilota della Minardi Christijan Albers per rimpiazzare Narain Karthikeyan.
Per il ruolo di terzo pilota optano per un sistema a rotazione. La Toro Rosso confida nei vecchi piloti RBR Vitantonio Liuzzi e Scott Speed e su alcuni vecchi collaudatori della Sauber, con in aggiunta il giovane Neel Jani. La Super Aguri comincia la stagione con Takuma Satō e Yuji Ide confermando gli intenti del proprietario per una squadra totalmente giapponese. Franck Montagny dalla Renault è il terzo pilota. Dopo il Gran Premio di San Marino, al pilota della Super Aguri Yuji Ide viene revocata la superlicenza dalla FIA a causa di una manovra definita scorretta che esclude dalla gara Albers e non rientrerà più in una gara di F1. Viene rimpiazzato dal terzo pilota Franck Montagny a partire dal Gran Premio d'Europa e fino al Gran Premio di Germania, quando il francese viene sostituito da un altro giapponese, già terzo pilota in sostituzione dello stesso Montagny, Sakon Yamamoto. Dopo il Gran Premio degli Stati Uniti, Juan Pablo Montoya annuncia ufficialmente l'abbandono della scuderia McLaren per andare a correre nella serie americana NASCAR e chiudendo cinque anni di carriera in F1. Il giorno seguente, la scuderia britannica annuncia il rimpiazzo di Montoya con il collaudatore Pedro de la Rosa. Durante il Gran Premio di Germania, Jacques Villeneuve dopo un serio incidente si infortuna e la BMW Sauber annuncia il suo rimpiazzo con il pilota polacco Robert Kubica. I rapporti tra il pilota canadese campione del mondo nel 1997 e il team non erano comunque già da tempo dei migliori e gran parte degli osservatori considera l'incidente di Hockenheim un pretesto. Il giorno seguente al Gran Premio di Ungheria, il 7 agosto 2006, la BMW Sauber comunica che Villeneuve ha risolto il suo contratto con effetto immediato, con conseguente promozione immediata di Kubica per il resto della stagione.
Come terzo pilota la BMW annuncia il pilota tedesco di Formula 3 Sebastian Vettel che si farà notare dal Gran Premio della Turchia nelle sessioni libere del venerdì strappando spesso il miglior tempo nelle qualifiche e ricevendo inoltre le congratulazioni dallo stesso Michael Schumacher. L'11 settembre 2006, la Red Bull Racing comunica che l'olandese Robert Doornbos, terzo pilota e collaudatore del team, rimpiazzerà l'austriaco Christian Klien per le tre gare finali del campionato.. Per le gare della Cina e del Giappone, Michael Ammermüller sostituisce Doornbos nel ruolo del terzo pilota. La Spyker MF1 Racing, nuova denominazione della Midland F1 Racing, annuncia le sue terze guide per le due gare finali della stagione, rispettivamente in Giappone e Brasile, i piloti della serie GP2 Alexandre Prémat ed Ernesto Viso, nonché Adrian Sutil, già collaudatore della Midland in Germania e Francia, confermato nel ruolo anche in Giappone. Durante i test svolti a Silverstone durante il mese di settembre i piloti della GP2 Lewis Hamilton, Nelson Piquet Jr., e Adrián Vallés compiono diversi giri, rispettivamente con la McLaren, la Renault e la Midland. Anche Franck Montagny compie alcuni test con la Toyota.

### Tabella riassuntiva
Le seguenti scuderie e piloti sono iscritti al campionato del 2006.
| Team                              | Costruttore       | Telaio       | Motore                            | Gomme | N. | Piloti               | GP    | N. | Terzo pilota                                                                 | Collaudatori                                                        |
| --------------------------------- | ----------------- | ------------ | --------------------------------- | ----- | -- | -------------------- | ----- | -- | ---------------------------------------------------------------------------- | ------------------------------------------------------------------- |
| Mild Seven Renault F1 Team        | Renault           | R26          | Renault RS26 2.4 V8               | M     | 1  | Fernando Alonso      | Tutti |    | non assegnato                                                                | Heikki Kovalainen José María López Nelson Piquet Jr Jonathan Cochet |
| Mild Seven Renault F1 Team        | Renault           | R26          | Renault RS26 2.4 V8               | M     | 2  | Giancarlo Fisichella | Tutti |    | non assegnato                                                                | Heikki Kovalainen José María López Nelson Piquet Jr Jonathan Cochet |
| Team McLaren Mercedes             | McLaren-Mercedes  | MP4-21       | Mercedes FO 108S 2.4 V8           | M     | 3  | Kimi Räikkönen       | Tutti |    | Pedro de la Rosa                                                             | Gary Paffett Lewis Hamilton                                         |
| Team McLaren Mercedes             | McLaren-Mercedes  | MP4-21       | Mercedes FO 108S 2.4 V8           | M     | 4  | Juan Pablo Montoya   | 1–10  |    | Pedro de la Rosa                                                             | Gary Paffett Lewis Hamilton                                         |
| Team McLaren Mercedes             | McLaren-Mercedes  | MP4-21       | Mercedes FO 108S 2.4 V8           | M     | 4  | Pedro de la Rosa     | 11–18 |    | Pedro de la Rosa                                                             | Gary Paffett Lewis Hamilton                                         |
| Scuderia Ferrari Marlboro         | Ferrari           | 248 F1       | Ferrari 056 2.4 V8                | B     | 5  | Michael Schumacher   | Tutti |    | non assegnato                                                                | Luca Badoer Marc Gené                                               |
| Scuderia Ferrari Marlboro         | Ferrari           | 248 F1       | Ferrari 056 2.4 V8                | B     | 6  | Felipe Massa         | Tutti |    | non assegnato                                                                | Luca Badoer Marc Gené                                               |
| Panasonic Toyota Racing           | Toyota            | TF106 TF106B | Toyota RVX-06 2.4 V8              | B     | 7  | Ralf Schumacher      | Tutti |    | non assegnato                                                                | Ricardo Zonta Olivier Panis Andy Soucek                             |
| Panasonic Toyota Racing           | Toyota            | TF106 TF106B | Toyota RVX-06 2.4 V8              | B     | 8  | Jarno Trulli         | Tutti |    | non assegnato                                                                | Ricardo Zonta Olivier Panis Andy Soucek                             |
| Williams F1 Team                  | Williams-Cosworth | FW28         | Cosworth CA2006 2.4 V8 4 Series   | B     | 9  | Mark Webber          | Tutti | 35 | Alexander Wurz                                                               | Narain Karthikeyan                                                  |
| Williams F1 Team                  | Williams-Cosworth | FW28         | Cosworth CA2006 2.4 V8 4 Series   | B     | 10 | Nico Rosberg         | Tutti | 35 | Alexander Wurz                                                               | Narain Karthikeyan                                                  |
| Lucky Strike Honda Racing F1 Team | Honda             | RA106        | Honda RA806E 2.4 V8               | M     | 11 | Rubens Barrichello   | Tutti | 36 | Anthony Davidson                                                             | James Rossiter Marco Andretti Enrique Bernoldi                      |
| Lucky Strike Honda Racing F1 Team | Honda             | RA106        | Honda RA806E 2.4 V8               | M     | 12 | Jenson Button        | Tutti | 36 | Anthony Davidson                                                             | James Rossiter Marco Andretti Enrique Bernoldi                      |
| Red Bull Racing                   | RBR-Ferrari       | RB2          | Ferrari 056 2.4 V8                | M     | 14 | David Coulthard      | Tutti | 37 | Robert Doornbos Michael Ammermüller                                          | non assegnato                                                       |
| Red Bull Racing                   | RBR-Ferrari       | RB2          | Ferrari 056 2.4 V8                | M     | 15 | Christian Klien      | 1–15  | 37 | Robert Doornbos Michael Ammermüller                                          | non assegnato                                                       |
| Red Bull Racing                   | RBR-Ferrari       | RB2          | Ferrari 056 2.4 V8                | M     | 15 | Robert Doornbos      | 16–18 | 37 | Robert Doornbos Michael Ammermüller                                          | non assegnato                                                       |
| BMW Sauber F1 Team                | BMW Sauber        | F1.06        | BMW P86 2.4 V8                    | M     | 16 | Nick Heidfeld        | Tutti | 38 | Robert Kubica Sebastian Vettel                                               | Marco Holzer                                                        |
| BMW Sauber F1 Team                | BMW Sauber        | F1.06        | BMW P86 2.4 V8                    | M     | 17 | Jacques Villeneuve   | 1–12  | 38 | Robert Kubica Sebastian Vettel                                               | Marco Holzer                                                        |
| BMW Sauber F1 Team                | BMW Sauber        | F1.06        | BMW P86 2.4 V8                    | M     | 17 | Robert Kubica        | 13–18 | 38 | Robert Kubica Sebastian Vettel                                               | Marco Holzer                                                        |
| Midland F1 Racing                 | MF1-Toyota        | M16          | Toyota RVX-06 2.4 V8              | B     | 18 | Tiago Monteiro       | 1–15  | 39 | Markus Winkelhock Giorgio Mondini Adrian Sutil Alexandre Prémat Ernesto Viso | Roman Rusinov Fabrizio Del Monte Adrián Vallés Ronnie Quintarelli   |
| Midland F1 Racing                 | MF1-Toyota        | M16          | Toyota RVX-06 2.4 V8              | B     | 19 | Christijan Albers    | 1–15  | 39 | Markus Winkelhock Giorgio Mondini Adrian Sutil Alexandre Prémat Ernesto Viso | Roman Rusinov Fabrizio Del Monte Adrián Vallés Ronnie Quintarelli   |
| Spyker MF1 Racing                 | MF1-Toyota        | M16          | Toyota RVX-06 2.4 V8              | B     | 18 | Tiago Monteiro       | 16–18 | 39 | Markus Winkelhock Giorgio Mondini Adrian Sutil Alexandre Prémat Ernesto Viso | Roman Rusinov Fabrizio Del Monte Adrián Vallés Ronnie Quintarelli   |
| Spyker MF1 Racing                 | MF1-Toyota        | M16          | Toyota RVX-06 2.4 V8              | B     | 19 | Christijan Albers    | 16–18 | 39 | Markus Winkelhock Giorgio Mondini Adrian Sutil Alexandre Prémat Ernesto Viso | Roman Rusinov Fabrizio Del Monte Adrián Vallés Ronnie Quintarelli   |
| Scuderia Toro Rosso               | STR-Cosworth      | STR1         | Cosworth TJ2006 3.0 V10 14 Series | M     | 20 | Vitantonio Liuzzi    | Tutti | 40 | Neel Jani                                                                    | non assegnato                                                       |
| Scuderia Toro Rosso               | STR-Cosworth      | STR1         | Cosworth TJ2006 3.0 V10 14 Series | M     | 21 | Scott Speed          | Tutti | 40 | Neel Jani                                                                    | non assegnato                                                       |
| Super Aguri F1 Team               | Super Aguri-Honda | SA05 SA06    | Honda RA806E 2.4 V8               | B     | 22 | Takuma Satō          | Tutti | 41 | Franck Montagny Sakon Yamamoto                                               | Yuji Ide                                                            |
| Super Aguri F1 Team               | Super Aguri-Honda | SA05 SA06    | Honda RA806E 2.4 V8               | B     | 23 | Yuji Ide             | 1–4   | 41 | Franck Montagny Sakon Yamamoto                                               | Yuji Ide                                                            |
| Super Aguri F1 Team               | Super Aguri-Honda | SA05 SA06    | Honda RA806E 2.4 V8               | B     | 23 | Franck Montagny      | 5–11  | 41 | Franck Montagny Sakon Yamamoto                                               | Yuji Ide                                                            |
| Super Aguri F1 Team               | Super Aguri-Honda | SA05 SA06    | Honda RA806E 2.4 V8               | B     | 23 | Sakon Yamamoto       | 12–18 | 41 | Franck Montagny Sakon Yamamoto                                               | Yuji Ide                                                            |

## Circuiti e gare
Il Gran Premio d'Australia viene spostato di qualche settimana a causa della coincidenza con un altro grande evento sportivo, i Giochi del Commonwealth. Per la prima volta, il Bahrein ospita il Gran Premio inaugurale della stagione, il Brasile l'ultimo, mentre il Giappone e la Cina si scambiano le loro date originali.

## Modifiche al regolamento

### Regolamento tecnico

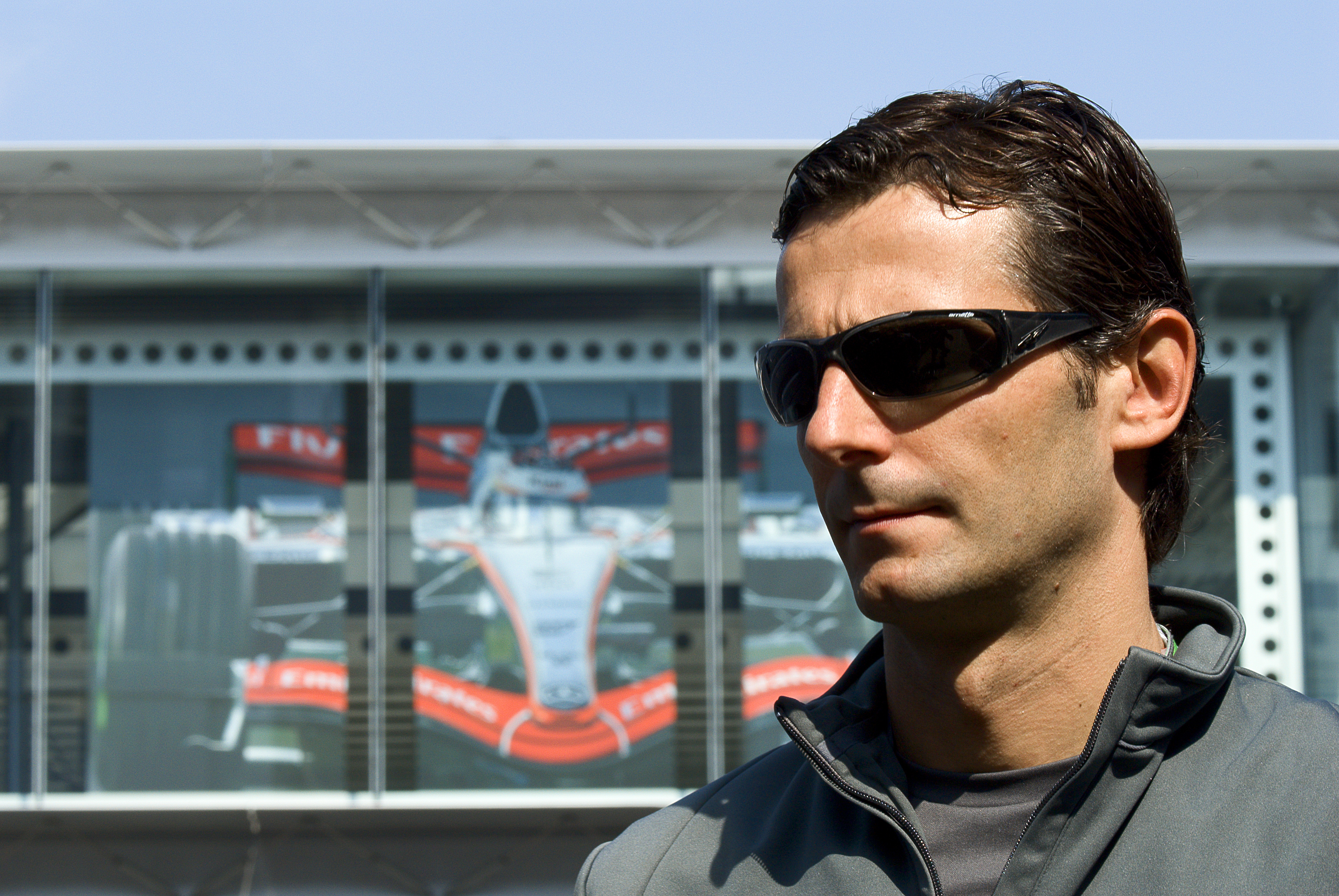
Pedro de la Rosa, inizialmente collaudatore per la McLaren, venne promosso secondo pilota nelle ultime otto gare della stagione al posto di Juan Pablo Montoya, passato alla categoria NASCAR.

Cambiamenti significativi al regolamento di Formula 1 sono stati introdotti per il 2006. Nel tentativo di porre un freno alle prestazioni dei motori, aumentate eccessivamente in anni recenti, la cilindrata del motore è stata ridotta da 3.0 a 2.4 litri e il numero dei cilindri da 10 a 8. Il cambiamento poneva l'aspettativa di abbassare il picco di potenza di circa 200 cavalli, che si sarebbe dovuto tradurre in una perdita nel tempo sul giro dai tre ai cinque secondi di media su molti circuiti. Per evitare maggiori spese ingegneristiche alle vetture nel breve periodo, la Scuderia Toro Rosso continuò ad usare un motore a 10 cilindri e a 3 litri con un limitatore di giri. I test di inizio stagione indicarono che i nuovi motori erano almeno sei secondi più lenti rispetto alla controparte V10, ma già durante la prima parte della stagione è diventato evidente che, malgrado la diminuzione dell'alimentazione, i tempi sul giro non erano molto lontani da quelli registrati nel 2005: su alcuni circuiti, i giri veloci fatti registrare quest'anno erano realmente più veloci di quelli segnati l'anno precedente, con i motori V10. Alcuni fornitori di motori hanno indicato che presto i loro piccoli V8 avrebbero potuto raggiungere oltre i 19.000 giri al minuto, che era normale amministrazione per i V10. La Cosworth, famoso costruttore di motori con sede a Northampton, ha avuto un record invidiabile di successi con i motori V8. Ha sostenuto inoltre di avere scritto la storia trasformandosi nella prima casa manifatturiera ad avere battuto il record di 20.000 giri al minuto nel dicembre 2005.
A lungo termine, la FIA intende introdurre grandi restrizioni sui test e l'elettronica standard, gomme e freni per ridurre i costi e consentire di nuovo l'entrata in gioco di nuovi team privati nella Formula. Una nuova regola per il 2008 proposta è stata quella di innalzare a 22 il numero di squadre entranti, ma siccome per quella stagione gareggeranno soltanto 12 scuderie, 10 di questi pretendenti dovranno giocoforza rimanere fuori.
La regola del cambio degli pneumatici ritorna nella Formula 1 per il 2006. Ogni pilota ha un set limitato di 14 set di gomme per l'intero weekend di gara. Questo consiste di sette set di pneumatici da asciutto, quattro set di pneumatici intermedi e tre set di pneumatici da pioggia. Il pensiero comune a molti osservatori è quello che riducendo la potenza del motore si sfalsi tutto il guadagno nelle prestazioni.

#### Il mass damper
Il sistema del “Tuned Mass Damper” è stato usato da molte squadre, in particolar modo dalla Renault, durante l'ultima parte della stagione 2005 e in quella del 2006. Tali dispositivi, composti da un peso oscillante tra i 9 e i 15 kg, sono fissati a una molla e posizionati all'interno del musetto, e risultano particolarmente efficaci sulle curve e in tutte quelle situazioni necessarie a preservare un consumo eccessivo degli pneumatici a stretto contatto con il tipo di asfalto, che in sua assenza naturalmente si degraderebbero assai velocemente. Dopo il Gran Premio di Francia del 2006 la FIA annunciò che il sistema sarebbe stato dichiarato fuorilegge. Questa decisione ha avuto un effetto particolarmente significativo sulla Renault, poiché la squadra aveva costruito efficacemente le sue vetture sfruttando al meglio tali dispositivi da lungo tempo e, dal Gran Premio del Brasile del 2005, con la configurazione mantenuta per la prima parte della stagione successiva.
Il caso esplode durante il Gran Premio di Germania del 2006 quando la Renault presenta una delle sue vetture al regolare controllo da parte dei commissari di gara, i quali sentenziano che tali dispositivi sono regolari. La FIA presenta reclamo contro questa decisione, e il 23 agosto 2006 la Corte d'Appello Internazionale della FIA pubblica una dichiarazione a sostegno di questo reclamo, rifiutando la decisione dei commissari. La Corte d'Appello stabilisce che tale sistema infrange una parte della sezione di un comma (Articolo 3, Comma 15) del Regolamento Ufficiale Tecnico di Formula 1, che stabilisce:
Ogni parte specifica della vettura influenzata dalle performance aerodinamiche:
- Deve aderire alle regole per quanto riguarda il telaio.
- Deve essere fissato con assoluta sicurezza all'interno rispetto alla parte sbalzata della vettura (impianti assicurati stabili che non hanno alcuna possibilità di muoversi liberamente).
- Devono rimanere immobili anche in relazione alla parte sbalzata della vettura.[19]

Il centro del contendere è quello se i “Tuned Mass Damper” funzionino come dispositivi aerodinamici o come parte del sistema di sospensioni. La FIA sostiene la ragione perché tali dispositivi non "rimangono perfettamente immobili in relazione alla parte sbalzata della vettura", e perciò sono illegali. Ma la FIA non riesce a spiegare come gli ammortizzatori stabili del peso, interamente racchiuso dentro la vettura e all'interno del musetto può essere equiparato al telaio quando l'articolo 1, comma 4 del Regolamento definisce la carrozzeria come:
- Tutte quelle parti interamente balzate della vettura in contatto con l'aria esterna ad effluire, eccettuate le camere e le parti strettamente associate al funzionamento delle parti meccaniche, del motore, della trasmissione e degli ingranaggi. Gli “airboxes” (contenitori per far fuoriuscire l'aria esterna), i radiatori e gli scarichi del motore sono considerati parte integrante del telaio.[20]

A seguito della decisione presa dalla Corte d'Appello e della minaccia della FIA di squalificare quei team che hanno utilizzato sino a quel momento il Mass Damper, tale sistema viene ufficialmente vietato prima del Gran Premio di Turchia del 2006. Flavio Briatore, che aveva per precauzione fatto smontare tali dispositivi prima dello svolgimento del Gran Premio tedesco, non rinuncia a battersi perché esso venga considerato legale, chiamando inoltre in causa la McLaren sostenendo che essa aveva sporto di nascosto reclamo alla FIA contro quel dispositivo. La McLaren, immediatamente e con decisione, ha negato tale circostanza.

### Regolamento sportivo

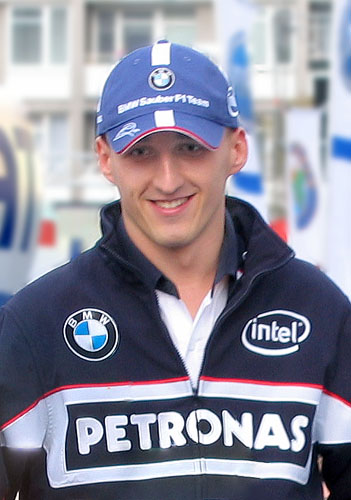
Robert Kubica fotografato a Varsavia nel settembre 2006. Il primo pilota polacco ha avuto un ottimo esordio in F1 con la BMW Sauber, giungendo sul podio del Gran Premio d'Italia alla terza gara disputata.

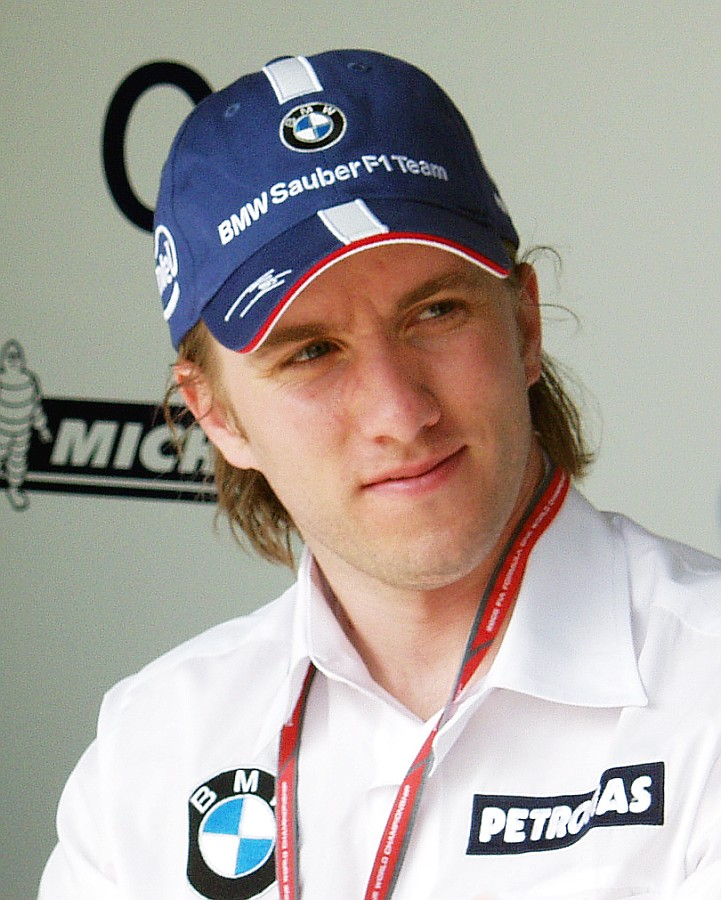
Nick Heidfeld in una pausa del Gran Premio d'Europa del 2006 corso al Nurburgring. Il pilota tedesco si piazzerà in nona posizione nella classifica finale.

Per la stagione 2006 è stato introdotto un nuovo sistema di qualifiche consistente in tre sessioni di lunghezza variabile. In una prima sessione di 15 minuti, le sei vetture più lente vengono eliminate subito e posizionate sulla griglia di partenza nelle posizioni 17–22. Dopo cinque minuti di pausa, un'altra sessione di 15 minuti si svolge tra le vetture rimaste, e ancora le sei più lente vengono eliminate e posizionate in griglia come 11–16. Queste 12 vetture eliminate vengono piazzate nel parco chiuso, ma possono vedere la quantità del carburante rimasto e decidere di fare rifornimento del carburante utilizzato nelle qualifiche.
Durante l'ultima pausa di cinque minuti, le restanti 10 vetture sono obbligate a dichiarare alla FIA la quantità del carburante rimasta. Una sessione finale di 15 minuti decide le prime dieci posizioni in griglia. Alle scuderie è permesso fare diversi giri nel tempo loro concesso, per far scendere di livello il combustibile e migliorare i loro tempi mentre il peso della vettura scende. Nelle intenzioni rappresenta un miglioramento dello spettacolo per l'audience televisiva perché i team devono studiare diverse strategie per far andare a pieni giri la vettura facendo scendere il più possibile il livello del serbatoio. Al termine della terza sessione, le 10 vetture vengono piazzate nel parco chiuso e chiamate dai commissari per le consuete operazioni di peso e in più per essere rifornite della quantità di carburante utilizzato nell'ultima sessione. La durata della terza sessione in principio era di 20 minuti: a partire dal Gran Premio di Francia la durata venne ridotta a 15 minuti rendendo le durate delle tre sessioni alla medesima lunghezza e premiando inoltre l'abilità del pilota facendolo completare un giro valido una volta oltrepassata la bandiera a scacchi, sia nella terza sia naturalmente nelle prime due tranche di qualifiche.
Una scappatoia è stata rilevata dalla FIA, in quanto le squadre potrebbero dichiarare inizialmente un grande carico di benzina ma compiere poi uno o diversi giri a velocità lenta usando una grande quantità di carburante tale da alleggerire il peso della vettura e permettergli di percorrere un solo giro secco facendo magari segnare il tempo più veloce. La FIA decise di contare soltanto i tempi che rientrino entro il 110% del miglior tempo realizzato in qualifica – nel caso di giri iniziati dalla pitlane che prevedono un rientro immediato alla stessa è consentito non più del 120% del tempo migliore – per permettere il rifornimento alle squadre con la stessa quantità di carburante utilizzata in quei giri.
Solo una sessione di prove libere si tiene al sabato, per un'ora, e si conclude non prima di due ore dallo svolgimento delle qualifiche ufficiali – solitamente si svolge tra le 11.00 e le 12.00 – rimpiazzando il vecchio sistema di due sessioni separate di 45 minuti ciascuno. Il venerdì rimane invariato, con due sessioni di un'ora ciascuno, iniziati a tre ore di distanza l'uno dall'altro, la prima alle 11.00 e la seconda alle 14.00. I piloti titolari sono sempre obbligati a partecipare ad almeno una delle sessioni libere, pena l'esclusione dalle prove ufficiali del sabato. I cinque team con il piazzamento peggiore nella classifica hanno la facoltà di far entrare in pista un terzo pilota, come negli anni precedenti.

## Riassunto della stagione

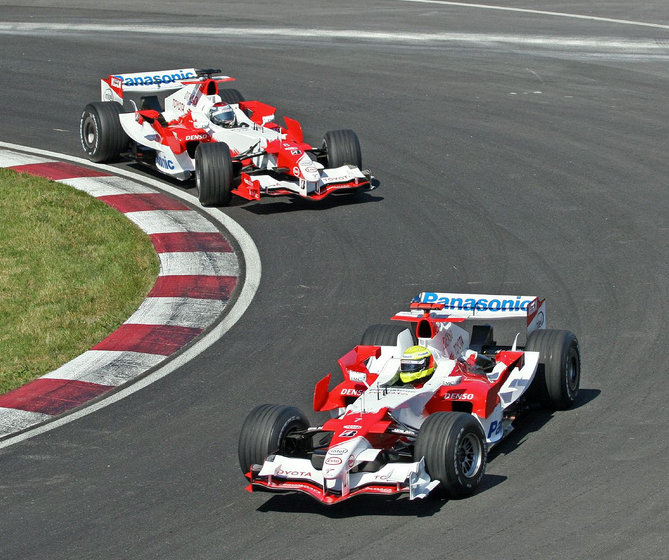
Ralf Schumacher e Jarno Trulli affrontano una curva del Gran Premio del Canada con la loro Toyota TF106.

La Renault e Fernando Alonso consolidano ancora i precedenti titoli vinti del campionato costruttori e piloti. Il campione del mondo spagnolo conquista sei gare (incluse quattro vittorie consecutive) nella gara inaugurale in Bahrein, e quindi in Australia, Spagna, Monaco, Gran Bretagna e Canada. Il compagno di squadra, Giancarlo Fisichella vince la terza gara della sua carriera in Malesia. Si fa notare Nico Rosberg – figlio del Campione del Mondo 1982 Keke Rosberg e vincitore del primo campionato di GP2 nel 2005 – che nel Gran Premio del Bahrein diventa il pilota più giovane (20 anni, 258 giorni) a far segnare il giro più veloce, oltretutto nella gara di esordio.

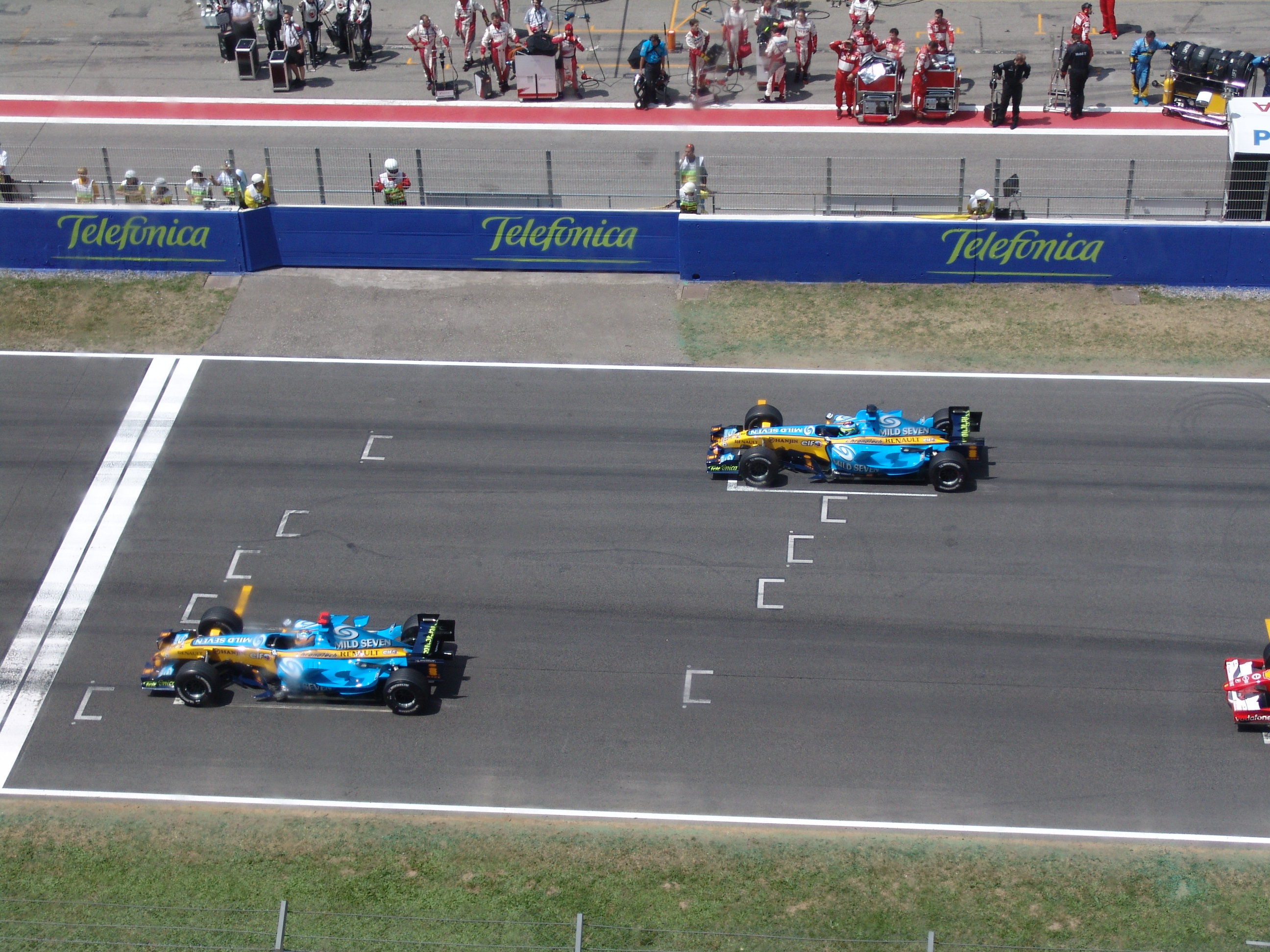
La prima fila della griglia di partenza del Gran Premio di Spagna 2006, con Fernando Alonso in pole position e Giancarlo Fisichella in seconda posizione. Termineranno la gara in prima e terza posizione.

Dopo la disastrosa stagione 2005 e il lento avvio in quella 2006 Michael Schumacher vince due gare consecutive a Imola e al Nürburgring. Durante il giro finale della sessione di qualifiche al Gran Premio di Montecarlo, la Ferrari di Schumacher si fermò nel punto di curva a 180º detta La Rascasse, con conseguente esposizione della bandiera gialla, significante che gli altri piloti non potevano girare alla massima velocità. Dopo la fine delle qualifiche ci furono reclami immediati delle altre squadre sostenendo che tale fermata era stata decisa deliberatamente dallo stesso Schumacher per avere la sicurezza di partire in gara dalla pole position. L'ultimo giro veloce di Alonso era probabilmente più rapido e in grado di battere il tempo più veloce di Schumacher già al secondo settore, quando aveva registrato un distacco di oltre due decimi più veloce. Il suo tempo finale fu più lento soltanto di 0.024 millesimi di secondo rispetto al pilota tedesco. Nonostante le insistenze di Schumacher nel dichiarare un semplice blocco meccanico nell'angolo della curva, l'inchiesta ufficiale dei commissari stabiliva: "Siamo stati lasciati senza alternative ma possiamo concludere che il pilota ha deliberatamente fermato la macchina lungo il circuito." La penalità arrivò istantanea, i tempi di qualifica ottenuti da Schumacher furono cancellati e la sua partenza fu dalla 22ª e ultima posizione in griglia. Ha infine optato di partire dalla pit lane e terminò la gara in rimonta in 5ª posizione.
Nel Gran Premio di Gran Bretagna, Alonso diventa il primo pilota spagnolo e quello più giovane (24 anni, 10 mesi, 13 giorni) a conquistare l'Hat Trick, perdendo per un solo giro il Grand Chelem. Schumacher vince il Gran Premio degli Stati Uniti (la sua quarta vittoria consecutiva a Indianapolis e la quinta in carriera) e il Gran Premio di Francia. Ha vinto inoltre quello di Germania a Hockenheim, con Alonso terminato in quinta posizione.

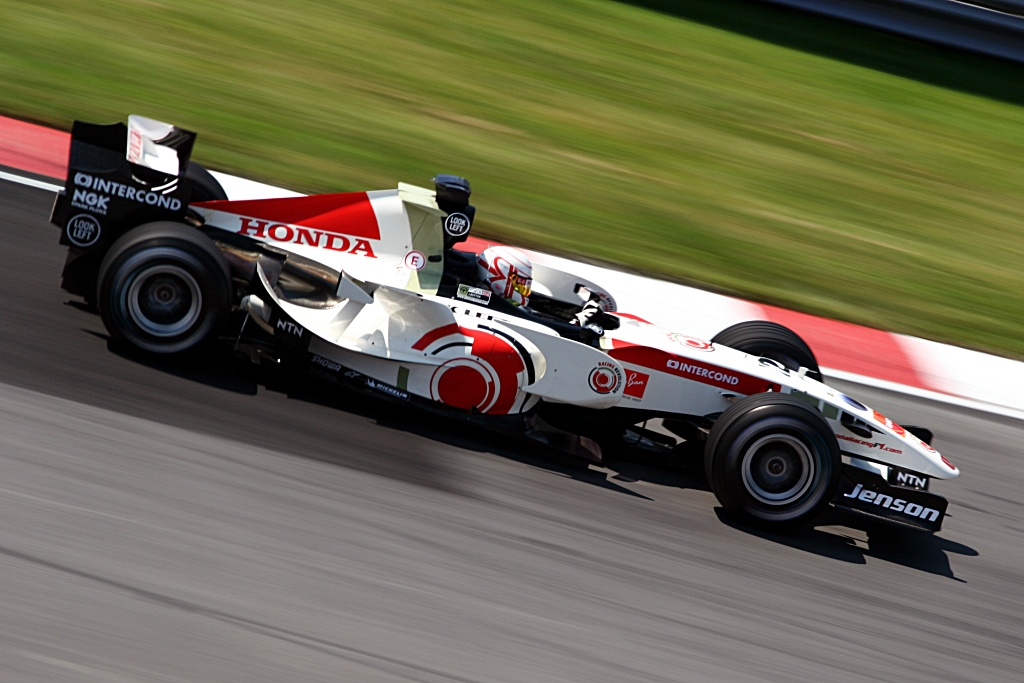
Jenson Button durante le qualifiche del Gran Premio del Canada con la Honda RA106. Dopo 113 Gran Premi disputati, il pilota britannico coglie la sua prima vittoria al Gran Premio di Ungheria.

Jenson Button dopo sei anni di carriera e 113 gare disputate conquista la prima vittoria in Formula 1 nel Gran Premio di Ungheria. Alonso ha problemi meccanici che lo costringono al ritiro quando era in testa alla gara, mentre Michael Schumacher si ritira anch'esso dopo una collisione con Nick Heidfeld, e alla fine viene classificato in 8ª posizione (dapprima era classificato alla 9ª conseguentemente al ritiro avvenuto a tre giri dal termine e dunque avendo percorso oltre il 90% della distanza totale di gara) a causa della squalifica di Robert Kubica, alla sua prima corsa. Il pilota polacco era terminato in 7ª posizione con la BMW Sauber.
Felipe Massa vince il Gran Premio successivo, quello della Turchia, così per la seconda gara consecutiva, la F1 vede due piloti alla loro prima vittoria. Anche se per il brasiliano è il primo trionfo, la Ferrari, che con entrambe le vetture fa più della Renault ha in realtà ben poco da gioire: Fernando Alonso estende il suo vantaggio su Michael Schumacher di due punti dopo essere arrivato davanti al pilota tedesco, classificato in seconda posizione, solo per un decimo di secondo.
Il distacco di Schumacher sul leader Alonso si riduce soltanto a due punti dopo la vittoria ottenuta nel Gran Premio d'Italia, quando Alonso è costretto ancora al ritiro per rottura del motore negli ultimi istanti della gara. Malgrado un quarto posto per il compagno di squadra di Alonso, Giancarlo Fisichella, e lo scoppio di uno pneumatico che causerà a Massa la mancata conquista di punti validi, la gara vede sopravanzare la Ferrari sulla Renault in classifica costruttori per la prima volta nel 2006. Il pilota polacco Robert Kubica porta la BMW Sauber al suo primo podio e soltanto alla terza corsa disputata in carriera, ma i risultati della gara sono stati largamente oscurati dall'annuncio fatto da Schumacher durante la conferenza stampa ufficiale del dopo gara, del suo ritiro al termine della stagione. In seguito ha dichiarato che avrebbe intenzione di occupare una posizione strategica nella squadra Ferrari per il 2007, non specificando quale. Più avanti sarà nominato consulente di Jean Todt.
Tre settimane più tardi, con la vittoria in Cina, davanti ad Alonso, Schumacher arriva a pari punti con lo spagnolo in testa al campionato e, secondo regolamento, il pilota tedesco passa in testa per le 7 gare vinte contro le 6 di Alonso. Massa però non termina la gara, e la Renault passa di nuovo in testa alla classifica dei costruttori grazie al terzo posto di Fisichella.
La settimana seguente, nel Gran Premio del Giappone, Felipe Massa guadagna la pole position davanti a Michael Schumacher in seconda e Fernando Alonso in quinta. Schumacher si porta facilmente in testa e distanzia almeno di cinque secondi gli avversari, e continua anche dopo la seconda tornata dei pit stop. Il motore di Schumacher si rompe però a 17 giri dal termine, costringendolo al ritiro e lasciando ad Alonso la vittoria davanti a Massa.
Nella gara finale, il Gran Premio del Brasile, ancora Massa parte dalla pole position. Un dramma sportivo durante la fase di qualifiche tocca a Michael Schumacher, causato da una rottura misteriosa, che lo obbliga a non correre la terza sessione decisiva e a partire dalla decima posizione, mentre Alonso – al quale basta un piazzamento a punti – parte dalla quinta. Durante la gara, Schumacher è inoltre perseguitato dalla cattiva sorte, soffrendo di una foratura dopo pochi giri avuta attraverso un contatto estemporaneo con Fisichella. Dopo un'estenuante rimonta, il tedesco mette fine a una lunga epoca finendo in quarta posizione, mentre il compagno di squadra Massa diventa il primo brasiliano a vincere il Gran Premio casalingo dai tempi di Ayrton Senna, che lo vinse nel 1993. Con la seconda posizione, Alonso si assicura la vittoria del suo secondo campionato e diventa il pilota più giovane a vincere due titoli mondiali consecutivi, incrementando la sua personale lista dei record. La sesta posizione di Fisichella su Renault, assicura alla marca francese il secondo titolo costruttori. Kimi Räikkönen termina in quinta posizione sulla McLaren: la casa britannica non riesce a vincere nessun Gran Premio durante una stagione e tale evento non accadeva da dieci anni (e precisamente dal 1996). E per la prima volta dopo 50 anni (dal 1956) tutte le scuderie britanniche falliscono la vittoria in almeno una gara. Per il secondo anno i due titoli sono andati rispettivamente a Fernando Alonso e alla Renault. Per Spagna e Francia si tratta della prima conquista di due titoli consecutivi in questa categoria: prima dell'avvento del pilota asturiano, infatti, nessuno spagnolo si era aggiudicato il titolo piloti, nonostante una grandissima tradizione (i primi spagnoli a gareggiare in F1 furono, nei primi anni cinquanta, Juan Jover e Paco Godia). Prima dell'avvento della Renault di Flavio Briatore le scuderie transalpine non si aggiudicavano il titolo a loro riservato da ben 36 anni, sin dai tempi della Matra nel 1969.

## Risultati

### Risultati dei Gran Premi
| N° | Gran Premio                             | Circuito     | Pole position        | Giro più veloce    | Pilota vincitore     | Costruttore vincitore | Resoconto |
| -- | --------------------------------------- | ------------ | -------------------- | ------------------ | -------------------- | --------------------- | --------- |
| 1  | Gran Premio del Bahrein                 | Manama       | Michael Schumacher   | Nico Rosberg       | Fernando Alonso      | Renault               | Resoconto |
| 2  | Gran Premio della Malesia               | Sepang       | Giancarlo Fisichella | Fernando Alonso    | Giancarlo Fisichella | Renault               | Resoconto |
| 3  | Gran Premio d'Australia                 | Albert Park  | Jenson Button        | Kimi Räikkönen     | Fernando Alonso      | Renault               | Resoconto |
| 4  | Gran Premio di San Marino               | Imola        | Michael Schumacher   | Fernando Alonso    | Michael Schumacher   | Ferrari               | Resoconto |
| 5  | Gran Premio d'Europa                    | Nürburgring  | Fernando Alonso      | Michael Schumacher | Michael Schumacher   | Ferrari               | Resoconto |
| 6  | Gran Premio di Spagna                   | Catalogna    | Fernando Alonso      | Felipe Massa       | Fernando Alonso      | Renault               | Resoconto |
| 7  | Gran Premio di Monaco                   | Montecarlo   | Fernando Alonso      | Michael Schumacher | Fernando Alonso      | Renault               | Resoconto |
| 8  | Gran Premio di Gran Bretagna            | Silverstone  | Fernando Alonso      | Fernando Alonso    | Fernando Alonso      | Renault               | Resoconto |
| 9  | Gran Premio del Canada                  | Montréal     | Fernando Alonso      | Kimi Räikkönen     | Fernando Alonso      | Renault               | Resoconto |
| 10 | Gran Premio degli Stati Uniti d'America | Indianapolis | Michael Schumacher   | Michael Schumacher | Michael Schumacher   | Ferrari               | Resoconto |
| 11 | Gran Premio di Francia                  | Magny-Cours  | Michael Schumacher   | Michael Schumacher | Michael Schumacher   | Ferrari               | Resoconto |
| 12 | Gran Premio di Germania                 | Hockenheim   | Kimi Räikkönen       | Michael Schumacher | Michael Schumacher   | Ferrari               | Resoconto |
| 13 | Gran Premio d'Ungheria                  | Hungaroring  | Kimi Räikkönen       | Felipe Massa       | Jenson Button        | Honda                 | Resoconto |
| 14 | Gran Premio di Turchia                  | Istanbul     | Felipe Massa         | Michael Schumacher | Felipe Massa         | Ferrari               | Resoconto |
| 15 | Gran Premio d'Italia                    | Monza        | Kimi Räikkönen       | Kimi Räikkönen     | Michael Schumacher   | Ferrari               | Resoconto |
| 16 | Gran Premio di Cina                     | Shanghai     | Fernando Alonso      | Fernando Alonso    | Michael Schumacher   | Ferrari               | Resoconto |
| 17 | Gran Premio del Giappone                | Suzuka       | Felipe Massa         | Fernando Alonso    | Fernando Alonso      | Renault               | Resoconto |
| 18 | Gran Premio del Brasile                 | Interlagos   | Felipe Massa         | Michael Schumacher | Felipe Massa         | Ferrari               | Resoconto |

## Classifiche

### Sistema di punteggio
| Posizione | 1ª | 2ª | 3ª | 4ª | 5ª | 6ª | 7ª | 8ª |
| Punti     | 10 | 8  | 6  | 5  | 4  | 3  | 2  | 1  |

### Classifica piloti
| Pos. | Pilota               |     |     |     |     |     |     |     |     |     |     |     |     |     |     |     |     |     |     | Punti |
| ---- | -------------------- | --- | --- | --- | --- | --- | --- | --- | --- | --- | --- | --- | --- | --- | --- | --- | --- | --- | --- | ----- |
| 1    | Fernando Alonso      | 1   | 2   | 1   | 2   | 2   | 1   | 1   | 1   | 1   | 5   | 2   | 5   | Rit | 2   | Rit | 2   | 1   | 2   | 134   |
| 2    | Michael Schumacher   | 2   | 6   | Rit | 1   | 1   | 2   | 5   | 2   | 2   | 1   | 1   | 1   | 8*  | 3   | 1   | 1   | Rit | 4   | 121   |
| 3    | Felipe Massa         | 9   | 5   | Rit | 4   | 3   | 4   | 9   | 5   | 5   | 2   | 3   | 2   | 7   | 1   | 9   | Rit | 2   | 1   | 80    |
| 4    | Giancarlo Fisichella | Rit | 1   | 5   | 8   | 6   | 3   | 6   | 4   | 4   | 3   | 6   | 6   | Rit | 6   | 4   | 3   | 3   | 6   | 72    |
| 5    | Kimi Räikkönen       | 3   | Rit | 2   | 5   | 4   | 5   | Rit | 3   | 3   | Rit | 5   | 3   | Rit | Rit | 2   | Rit | 5   | 5   | 65    |
| 6    | Jenson Button        | 4   | 3   | 10* | 7   | Rit | 6   | 11  | Rit | 9   | Rit | Rit | 4   | 1   | 4   | 5   | 4   | 4   | 3   | 56    |
| 7    | Rubens Barrichello   | 15  | 10  | 7   | 10  | 5   | 7   | 4   | 10  | Rit | 6   | Rit | Rit | 4   | 8   | 6   | 6   | 12  | 7   | 30    |
| 8    | Juan Pablo Montoya   | 5   | 4   | Rit | 3   | Rit | Rit | 2   | 6   | Rit | Rit |     |     |     |     |     |     |     |     | 26    |
| 9    | Nick Heidfeld        | 12  | Rit | 4   | 13  | 10  | 8   | 7   | 7   | 7   | Rit | 8   | Rit | 3   | 14  | 8   | 7   | 8   | 17* | 23    |
| 10   | Ralf Schumacher      | 14  | 8   | 3   | 9   | Rit | Rit | 8   | Rit | Rit | Rit | 4   | 9   | 6   | 7   | 15  | Rit | 7   | Rit | 20    |
| 11   | Pedro de la Rosa     |     |     |     |     |     |     |     |     |     |     | 7   | Rit | 2   | 5   | Rit | 5   | 11  | 8   | 19    |
| 12   | Jarno Trulli         | 16  | 9   | Rit | Rit | 9   | 10  | 17* | 11  | 6   | 4   | Rit | 7   | 12* | 9   | 7   | Rit | 6   | Rit | 15    |
| 13   | David Coulthard      | 10  | Rit | 8   | Rit | Rit | 14  | 3   | 12  | 8   | 7   | 9   | 11  | 5   | 15* | 12  | 9   | Rit | Rit | 14    |
| 14   | Mark Webber          | 6   | Rit | Rit | 6   | Rit | 9   | Rit | Rit | 12  | Rit | Rit | Rit | Rit | 10  | 10  | 8   | Rit | Rit | 7     |
| 15   | Jacques Villeneuve   | Rit | 7   | 6   | 12  | 8   | 12  | 14  | 8   | Rit | Rit | 11  | Rit |     |     |     |     |     |     | 7     |
| 16   | Robert Kubica        |     |     |     |     |     |     |     |     |     |     |     |     | SQ  | 12  | 3   | 13  | 9   | 9   | 6     |
| 17   | Nico Rosberg         | 7   | Rit | Rit | 11  | 7   | 11  | Rit | 9   | Rit | 9   | 14  | Rit | Rit | Rit | Rit | 11  | 10  | Rit | 4     |
| 18   | Christian Klien      | 8   | Rit | Rit | Rit | Rit | 13  | Rit | 14  | 11  | Rit | 12  | 8   | Rit | 11  | 11  |     |     |     | 2     |
| 19   | Vitantonio Liuzzi    | 11  | 11  | Rit | 14  | Rit | 15* | 10  | 13  | 13  | 8   | 13  | 10  | Rit | Rit | 14  | 10  | 14  | 13  | 1     |
| 20   | Scott Speed          | 13  | Rit | 9   | 15  | 11  | Rit | 13  | Rit | 10  | Rit | 10  | 12  | 11  | 13  | 13  | 14  | 18* | 11  | 0     |
| 21   | Tiago Monteiro       | 17  | 13  | Rit | 16  | 12  | 16  | 15  | 16  | 14  | Rit | Rit | SQ  | 9   | Rit | Rit | Rit | 16  | 15  | 0     |
| 22   | Christijan Albers    | Rit | 12  | 11  | Rit | 13  | Rit | 12  | 15  | Rit | Rit | 15  | SQ  | 10  | Rit | 17  | 15  | Rit | 14  | 0     |
| 23   | Takuma Sato          | 18  | 14  | 12  | Rit | Rit | 17  | Rit | 17  | 15* | Rit | Rit | Rit | 13  | NC  | 16  | SQ  | 15  | 10  | 0     |
| 24   | Robert Doornbos      |     |     |     |     |     |     |     |     |     |     |     |     |     |     |     | 12  | 13  | 12  | 0     |
| 25   | Yuji Ide             | Rit | Rit | 13  | Rit |     |     |     |     |     |     |     |     |     |     |     |     |     |     | 0     |
| 26   | Sakon Yamamoto       |     |     |     |     |     |     |     |     |     |     |     | Rit | Rit | Rit | Rit | 16  | 17  | 16  | 0     |
| 27   | Franck Montagny      |     |     |     |     | Rit | Rit | 16  | 18  | Rit | Rit | 16  |     |     |     |     |     |     |     | 0     |
| Pos. | Pilota               |     |     |     |     |     |     |     |     |     |     |     |     |     |     |     |     |     |     | Punti |

| Legenda | 1º posto     | 2º posto | 3º posto    | A punti         | Senza punti/Non class.  | Grassetto – Pole position Corsivo – Giro più veloce |
| Legenda | Squalificato | Ritirato | Non partito | Non qualificato | Solo prove/Terzo pilota | Grassetto – Pole position Corsivo – Giro più veloce |

(*) Indica quei piloti che non terminano la gara ma sono ugualmente classificati avendo coperto, come previsto dal regolamento, almeno il 90% della distanza di gara.

### Classifica costruttori
| Pos. | Costruttore       | Pilota        |     |     |     |     |     |     |     |     |     |     |     |     |     |     |     |     |     |     | Punti |
| ---- | ----------------- | ------------- | --- | --- | --- | --- | --- | --- | --- | --- | --- | --- | --- | --- | --- | --- | --- | --- | --- | --- | ----- |
| 1    | Renault           | Alonso        | 1   | 2   | 1   | 2   | 2   | 1   | 1   | 1   | 1   | 5   | 2   | 5   | Rit | 2   | Rit | 2   | 1   | 2   | 206   |
| 1    | Renault           | Fisichella    | Rit | 1   | 5   | 8   | 6   | 3   | 6   | 4   | 4   | 3   | 6   | 6   | Rit | 6   | 4   | 3   | 3   | 6   | 206   |
| 2    | Ferrari           | M. Schumacher | 2   | 6   | Rit | 1   | 1   | 2   | 5   | 2   | 2   | 1   | 1   | 1   | 8*  | 3   | 1   | 1   | Rit | 4   | 201   |
| 2    | Ferrari           | Massa         | 9   | 5   | Rit | 4   | 3   | 4   | 9   | 5   | 5   | 2   | 3   | 2   | 7   | 1   | 9   | Rit | 2   | 1   | 201   |
| 3    | McLaren-Mercedes  | Räikkönen     | 3   | Rit | 2   | 5   | 4   | 5   | Rit | 3   | 3   | Rit | 5   | 3   | Rit | Rit | 2   | Rit | 5   | 5   | 110   |
| 3    | McLaren-Mercedes  | Montoya       | 5   | 4   | Rit | 3   | Rit | Rit | 2   | 6   | Rit | Rit |     |     |     |     |     |     |     |     | 110   |
| 3    | McLaren-Mercedes  | De La Rosa    |     |     |     |     |     |     |     |     |     |     | 7   | Rit | 2   | 5   | Rit | 5   | 11  | 8   | 110   |
| 4    | Honda             | Barrichello   | 15  | 10  | 7   | 10  | 5   | 7   | 4   | 10  | Rit | 6   | Rit | Rit | 4   | 8   | 6   | 6   | 12  | 7   | 86    |
| 4    | Honda             | Button        | 4   | 3   | 10* | 7   | Rit | 6   | 11  | Rit | 9   | Rit | Rit | 4   | 1   | 4   | 5   | 4   | 4   | 3   | 86    |
| 5    | BMW               | Heidfeld      | 12  | Rit | 4   | 13  | 10  | 8   | 7   | 7   | 7   | Rit | 8   | Rit | 3   | 14  | 8   | 7   | 8   | 17* | 36    |
| 5    | BMW               | Villeneuve    | Rit | 7   | 6   | 12  | 8   | 12  | 14  | 8   | Rit | Rit | 11  | Rit |     |     |     |     |     |     | 36    |
| 5    | BMW               | Kubica        |     |     |     |     |     |     |     |     |     |     |     |     | SQ  | 12  | 3   | 13  | 9   | 9   | 36    |
| 6    | Toyota            | R. Schumacher | 14  | 8   | 3   | 9   | Rit | Rit | 8   | Rit | Rit | Rit | 4   | 9   | 6   | 7   | 15  | Rit | 7   | Rit | 35    |
| 6    | Toyota            | Trulli        | 16  | 9   | Rit | Rit | 9   | 10  | 17* | 11  | 6   | 4   | Rit | 7   | 12* | 9   | 7   | Rit | 6   | Rit | 35    |
| 7    | RBR-Ferrari       | Coulthard     | 10  | Rit | 8   | Rit | Rit | 14  | 3   | 12  | 8   | 7   | 9   | 11  | 5   | 15* | 12  | 9   | Rit | Rit | 16    |
| 7    | RBR-Ferrari       | Klien         | 8   | Rit | Rit | Rit | Rit | 13  | Rit | 14  | 11  | Rit | 12  | 8   | Rit | 11  | 11  |     |     |     | 16    |
| 7    | RBR-Ferrari       | Doornbos      |     |     |     |     |     |     |     |     |     |     |     |     |     |     |     | 12  | 13  | 12  | 16    |
| 8    | Williams-Cosworth | Webber        | 6   | Rit | Rit | 6   | Rit | 9   | Rit | Rit | 12  | Rit | Rit | Rit | Rit | 10  | 10  | 8   | Rit | Rit | 11    |
| 8    | Williams-Cosworth | Rosberg       | 7   | Rit | Rit | 11  | 7   | 11  | Rit | 9   | Rit | 9   | 14  | Rit | Rit | Rit | Rit | 11  | 10  | Rit | 11    |
| 9    | STR-Cosworth      | Liuzzi        | 11  | 11  | Rit | 14  | Rit | 15* | 10  | 13  | 13  | 8   | 13  | 10  | Rit | Rit | 14  | 10  | 14  | 13  | 1     |
| 9    | STR-Cosworth      | Speed         | 13  | Rit | 9   | 15  | 11  | Rit | 13  | Rit | 10  | Rit | 10  | 12  | 11  | 13  | 13  | 14  | 18* | 11  | 1     |
| 10   | MF1-Toyota        | Monteiro      | 17  | 13  | Rit | 16  | 12  | 16  | 15  | 16  | 14  | Rit | Rit | SQ  | 9   | Rit | Rit | Rit | 16  | 15  | 0     |
| 10   | MF1-Toyota        | Albers        | Rit | 12  | 11  | Rit | 13  | Rit | 12  | 15  | Rit | Rit | 15  | SQ  | 10  | Rit | 17  | 15  | Rit | 14  | 0     |
| 11   | Super Aguri-Honda | Satō          | 18  | 14  | 12  | Rit | Rit | 17  | Rit | 17  | 15* | Rit | Rit | Rit | 13  | NC  | 16  | SQ  | 15  | 10  | 0     |
| 11   | Super Aguri-Honda | Ide           | Rit | Rit | 13  | Rit |     |     |     |     |     |     |     |     |     |     |     |     |     |     | 0     |
| 11   | Super Aguri-Honda | Montagny      |     |     |     |     | Rit | Rit | 16  | 18  | Rit | Rit | 16  |     |     |     |     |     |     |     | 0     |
| 11   | Super Aguri-Honda | Yamamoto      |     |     |     |     |     |     |     |     |     |     |     | Rit | Rit | Rit | Rit | 16  | 17  | 16  | 0     |
| Pos. | Costruttore       | Pilota        |     |     |     |     |     |     |     |     |     |     |     |     |     |     |     |     |     |     | Punti |

| Legenda | Grassetto – Pole position Corsivo - Giro più veloce | 1º posto                                         | 2º posto                                      | 3º posto                          | A punti                                           | -Senza punti -Non classificato (NC)         | Ritirato (Rit)                  | Squalificato (SQ)   |
| Legenda | Grassetto – Pole position Corsivo - Giro più veloce | -Non qualificato (NQ) -Non pre-qualificato (NPQ) | Disputa solo le prove (SP) -Terzo pilota (TP) | Non prende parte alle prove (NPR) | -Non partito (NP) Infortunato (INF) -Escluso (ES) | Iscritto ma non presente, non arrivato (NA) | Ritirato prima dell'evento (WD) | Gara cancellata (C) |

(*) Indica quei piloti che non terminano la gara ma sono ugualmente classificati avendo coperto, come previsto dal regolamento, almeno il 90% della distanza di gara.